# 驟雨中的陽光
《驟雨中的陽光》（英語：Love Story 1980），香港麗的電視經典電視劇，於1980年首播，共20集，由林國雄、陳秀雯、蔣金及文雪兒等領銜主演，麥當雄監製。此劇為麗的電視同年9月發動「千帆並舉」攻勢的其中一部電視劇集（另外兩部為《大地恩情》及《風塵淚》），劇中飾演男女主角的林國雄及陳秀雯亦因此劇結緣是他們的代表作之一。
《驟雨中的陽光》播映時深受觀眾的歡迎，同時開創麗的電視拍攝青春時裝劇集的先河（包括其後的《IQ成熟時》及《甜甜廿四味》），由於收視保證此劇其後開拍由劉嘉豪監製的續集《驟雨中的陽光續集》。

## 劇情介紹
以下劇情簡介，來自亞洲電視網站的官方介紹：

《驟雨中的陽光》是描述一雙現代青年男女如何通過一段棘荊滿途的戀愛而成長的故事，裏面有真實而普遍的社會題材，以惹笑及富人情味的手法來表達。內容講一個中等家庭出身的男孩子朱重敏（林國雄飾），愛上一個環境與他有很大距離的富家千金周秀中（陳秀雯飾），兩人的戀愛受到壓力，雙方家庭起衝突，其中又加插了情敵Philip（黎漢持飾）的出現，重敏為了打敗條件比他好的情敵，決定發奮向上，爭取心上人。最後他經過一番奮鬥，雖有所成，女方則要離港赴外國留學，但經過這些遭遇，重敏已經成長了。 

## 演員表
- 林國雄 飾演 朱重敏／朱仲敏[2], 做送片, 調查員, 地盤墨斗仔工作 (周秀中之男朋友）
- 陳秀雯 飾演 周秀中, 中六生, 鋼琴八級, 有一兄 David 在英國讀書（花名「中仔」，朱重敏之女朋友）
- 蔣　金 飾演 肥　蘇, 做送片, 特技工作 (棠棠之男朋友）
- 文雪兒 飾演 棠　棠, 百貨公司售貨員 (肥蘇之女朋友）
- 黎漢持 飾演 Philip（喜歡周秀中) (第六集)
- 喬　宏 飾演 朱　發, 發記汽車服務公司老闆 (朱重敏之父親）
- 李燕萍 飾演 敏　母／朱敏母[3]  (朱重敏之母親）
- 劉克宣 飾演 周柏圖（周秀中之父親) (第五集)
- 梁舜燕 飾演 周何妙容, 校長（周秀中之母親) (第五集)

### 其他演員
- 趙士齊 飾演 車主 (第一集)
- 韓　江 飾演 戲院放映房機房員工 (第一集)
- 林淑良 飾演 Amy, 坐朱重敏順風車去海灘 (第一集)
- 林蔚然 飾演 Catherine, 坐朱重敏順風車去海灘 (第一集)
- 孟   浪 飾演 海灘紋身佬 (第一集)
- 馮宗德 飾演 海灘紋身佬 (第一集)
- 林    添 飾演 海灘紋身佬 (第一集)
- 唐天希 飾演 士多老板 (第一集)
- 梁樹培 飾演 阿成, 琴行職員 (第二集)
- 馬文修 飾演 琴行職員 (第二集)
- 林偉祺 飾演 琴行老板 (第二集)
- 伍永森 飾演 何先生, 向朱發買車 (第三集)
- 張　帆 飾演 琴行送貨員, 送大提琴到朱家 (第三集)
- 夏春秋 飾演 戲院主任 (第三集)
- 徐　慧 飾演 售餅員, 售生日蛋糕給肥蘇 (第三集)
- 卡迪遜 飾演 Pierne, 周秀中之友 (第三集)
- 馮紹楣 飾演 Pierne女友 (第四集)
- 譚一清 飾演 梁先生, 周家之友 (第五集)
- 飾演 梁太, 周家之友  (第五集)
- 鄭文霞 飾演 汪太, 周家之友  (第五集)
- 許淑嫻 飾演 何太 (第五集)
- 潘婉芳 飾演 Ann, Philip 女友, 後分手 (第六集)
- 劉一帆 飾演 財叔, 朱發之友 (第六集)
- 區　嶽 飾演 忠伯, 朱發之友 (第六集)
- 周俊明 飾演 Danny, Jean 之兄, 周秀中之友, 外國居住 (第六集)
- 陳敏兒 飾演 Jean, Danny 之妹, 周秀中之友, 外國居住 (第六集)
- 關子標 飾演 朱重敏面試公司寫字樓主任 (第七集)
- 莫慶忠 飾演 朱重敏面試公司寫字樓主任 (第七集)
- 阮令濤 飾演 朱重敏面試公司寫字樓主任 (第七集)
- 許瑩英 飾演 財叔之妻 (第八集)
- 麥飛鴻 飾演 財叔之子 (第八集)
- 何栢光 飾演 祥叔, 周家司機 (第八集)
- 尹靈光 飾演 墨斗王 (第九集)
- 衛嘉平 飾演 地盤工人 (第九集)
- 陳   東 飾演 管工陳老總 (第九集)
- 徐   意 飾演 包租婆 (第十集)
- 飾演 何經理, 地產經紀 (第十集)
- 陳一言 飾演 特技飛車手 (第十一集)
- 黃煜倫 飾演 地盤工人 (第十一集)
- 伍錦雄 飾演 地盤工人 (第十一集)
- 馮文傑 飾演 地盤工人 (第十一集)
- 陳陀傑 飾演 建築公司老板 (第十一集)
- 盧雨岐 飾演 三行佬, 朱發之友 (第十四集)
- 陳中堅 飾演 何先生, Philip 生意上朋友 (第十五集)
- 凌禮文 飾演 生果檔老闆 (第十五集)
- 楊　和 飾演 導演, 肥蘇拍特技 (第十六集)
- 曾超羣 飾演 副導演, 肥蘇拍特技 (第十六集)
- 梁其芬 飾演 護士, 肥蘇拍特技受傷入院時照顧他 (第十六集)
- 楊小甜 飾演 John, Philip 生意上朋友 (第十八集)
- 何炳威 飾演 Jack, Philip 生意上朋友 (第十八集)
- 李達威 飾演 Peter, Philip 生意上朋友 (第十八集)
- 關家麗 飾演 Lisa, Philip 生意上朋友 (第十八集)
- 甄銘新 飾演 公司同事
- 鄧榮興 飾演 公司同事
- 第五期訓練班

### 備註
劇中角色如朱重敏、周秀中、肥蘇、棠棠等將在續集《驟雨中的陽光續集》中登場。

## 外部連結
- 驟雨中的陽光 （页面存档备份，存于）

| 麗的電視 中文台 星期一至五 21:00-21:30 時段      | 麗的電視 中文台 星期一至五 21:00-21:30 時段 | 麗的電視 中文台 星期一至五 21:00-21:30 時段 |
| ------------------------------------------------ | ------------------------------------------- | ------------------------------------------- |
|                                                  | 驟雨中的陽光 （1980.09.01 - 1980.09.26）    |                                             |
| 大內群英 （1980.06.16 - 1980.08.29)(21:00-22:00) | 浪濺長堤 （1980.09.29 - 1980.10.31）        |                                             |